# Waltheria excelsa
Waltheria excelsa är en malvaväxtart som beskrevs av Porphir Kiril Nicolai Stepanowitsch Turczaninow. Waltheria excelsa ingår i släktet Waltheria och familjen malvaväxter. Inga underarter finns listade i Catalogue of Life.